# المركز الوطني لسلامة الطرق
المركز الوطني لسلامة الطرق هو أحد مشاريع برنامج التحول الوطني ضمن رؤية السعودية 2030. تأسس في أكتوبر 2018 بهدف تحسين مستويات السلامة المرورية وتقليل وفيات حوادث السير.

## الأهداف الاستراتيجية

### الممكنات
- تعزيز التواصل المؤسسي.
- تمكين تقنية المعلومات.
- تأهيل الكوادر البشرية.

### الركائز
- تجسيد الشراكة بين الجهات المعنية.
- تسهيل عمليات جمع المعلومات وتحليلها وإصدار المؤشرات الوطنية.
- توفير شفافية البيانات والمعلومات.
- تقديم الدعم الفني والتدريب المستمر ومضمون البرامج التوعوية والتعليمية.
- توثيق التدخلات واستخلاص الدروس المستفادة وأفضل الممارسات.
- تعزيز المهنية في مجال السلامة المرورية.[3]